# Sławomir Kindziuk

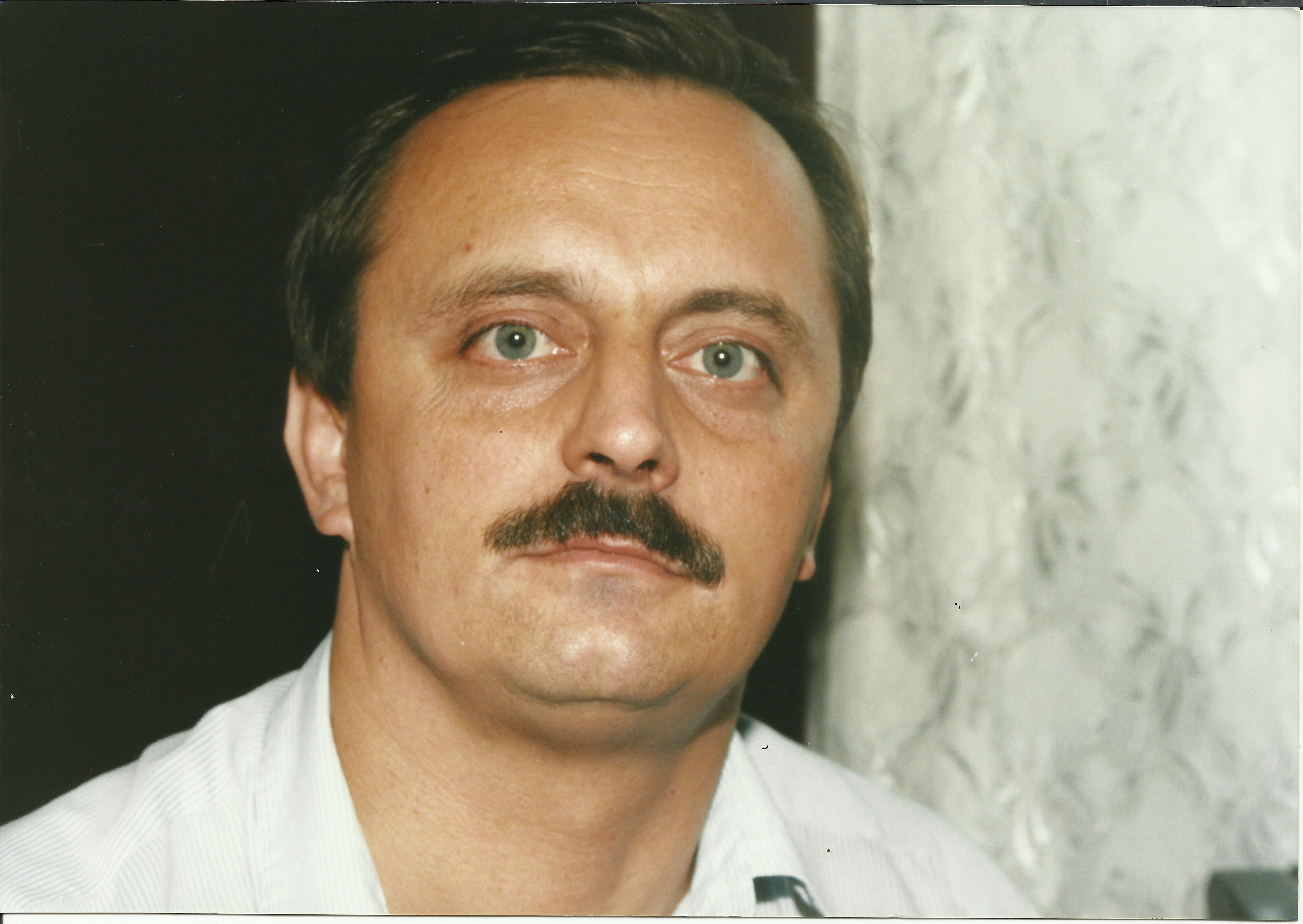
Sławomir Kindziuk

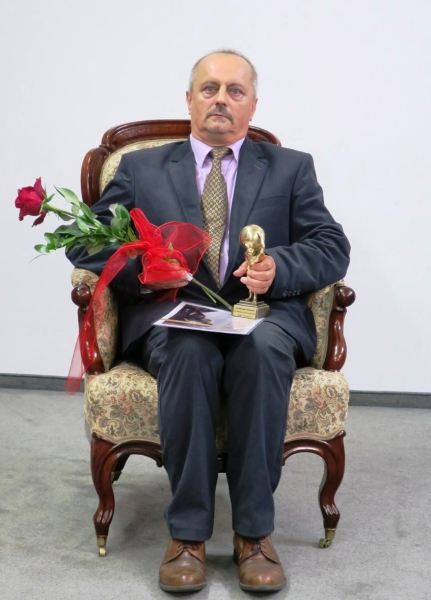
Dr Sławomir Kindziuk z nagrodą „Złotego Jacka”

Sławomir Kindziuk (ur. 10 grudnia 1956, zm. 8 lipca 2021 w Siedlcach) – prawnik, dziennikarz, historyk, doktor nauk humanistycznych.

## Życiorys[4][3]
Sławomir Kindziuk urodził się 10 grudnia 1956 r. Ukończył Szkołę Podstawową w Dąbrowie Białostockiej. Później został technikiem mechanizacji rolnictwa. W 1980 r. zdobył tytuł magistra na Wydziale Prawa i Administracji Uniwersytetu Warszawskiego. W 2011 r. otworzył przewód doktorski w Instytucie Historii i Spraw Międzynarodowych Uniwersytetu Przyrodniczo-Humanistycznego w Siedlcach, a w 2014 r. otrzymał tytuł doktora nauk humanistycznych w dziedzinie historii w specjalności historia najnowsza.
W latach 1980–1983 skończył 2-letnie Pomagisterskie Dzienne Studium Dziennikarstwa Uniwersytetu Warszawskiego. Był dziennikarzem. Współpracował z Gazetą Wyborczą, Gazetą Stołeczną, tygodnikiem „Kurier Siedlecki”, dziennikiem „Życie Warszawy”, dziennikiem „Polska Times”, tygodnikiem „Nasze Miasto Siedlce”. Od 2015 współpracował z tygodnikiem „Życie Siedleckie”.
W latach 2006–2014 był redaktorem naczelnym telewizyjnych „Wiadomości Siedleckich” w TV Siedlce (obecnie TV Wschód). W 2015 r. założył własną Agencję Dziennikarsko-Wydawniczą „Opinie” (strona internetowa opiniesiedice.pl i wydawanie książek). Był autorem wielu wystaw fotograficznych.
W 2018 roku za promocję lokalnego sportu w postaci wydania wielu książek o sporcie (m.in.: „60 lat MKS Pogoń Siedlce”, „Nie tylko sztangiści”, „30 lat WLKS Siedlce” oraz „90 lat futbolu w Siedlcach. Sezon po sezonie”) otrzymał nagrodę „Złotego Jacka”.
Prywatnie mąż Elżbiety Olszewskiej – Kindziuk, z którą ma troje dzieci: Magdalenę (ur. 1985), Kamila (ur. 1987), Elizę (ur. 1991).
Zmarł 8 lipca 2021 r. w Siedlcach. Nie doczekał publikacji ostatniej książki „45 lat WLKS Nowe Iganie. Wszyscy nasi medaliści, Siedlce 2021”.

## Edukacja[3]
1963 – 1971 – Szkoła Podstawowa w Dąbrowie Białostockiej
1971 – 1976 – Technikum Mechanizacji Rolnictwa w Sejnach:
- III. 1976 – I miejsce w finale centralnym Olimpiady Wiedzy o Polsce i Świecie Współczesnym w Radomiu (nagrodą indeks, wstęp bez egzaminu na kierunki historii, socjologii, prawa lub nauk politycznych dowolnej wyższej uczelni w Polsce) i I miejsce w finale wojewódzkim w Suwałkach,
- 1975 – VI miejsce w finale wojewódzkim Olimpiady Wiedzy o Polsce i Świecie Współczesnym w Białymstoku i I miejsce w finale rejonowym w Augustowie,
- 1975 – V miejsce w finale centralnym Młodzieżowego Konkursu Filatelistycznego „Maraton-75” w Słupsku i I miejsce w finale wojewódzkim w Białymstoku,
- 1974 – XIV miejsce w finale centralnym Młodzieżowego Konkursu Filatelistycznego „Maraton-74” w Kielcach i I miejsce w finale wojewódzkim w Białymstoku,
- 1972 – 1976 – przewodniczący zarządu szkolnego klubu sportowego LZS TMR „Mechanizator” Sejny,
- 1972 – 1976 – przewodniczący szkolnego Koła Filatelistycznego PZF,
1976 – 1980 – Wydział Prawa i Administracji Uniwersytetu Warszawskiego
1980 – 1983 – 2-letnie Pomagisterskie Dzienne Studium Dziennikarstwa Uniwersytetu Warszawskiego
2011 – 2014 – przewód doktorski – Instytut Historii i Spraw Międzynarodowych Uniwersytetu Przyrodniczo-Humanistycznego w Siedlcach – dr nauk humanistycznych w dziedzinie historii w specjalności historia najnowsza; zainteresowania naukowe: dzieje, organizacja i funkcjonowanie kultury fizycznej oraz mediów.

## Praca zawodowa[3][9]
1983 – 1989 – dziennikarz – Ogólnopolski Tygodnik Budowlanych „Konstrukcje” w Warszawie
1988 – 1990 – rzecznik prasowy Zrzeszenia Sportu Turystyki i Rekreacji „Budowlani” w Warszawie
1990 – 1992 – aplikant Prokuratury Rejonowej w Siedlcach
1992 – 1998 – dziennikarz/etat dziennik Gazeta Wyborcza/Gazeta Stołeczna (współpraca – umowa w l. 1989-1992 i 1998-2002)
1998 – 2002 – tygodnik „Kurier Siedlecki”
2002 – 2007 – dziennik „Życie Warszawy” //tygodnik „Życie Siedleckie”
2007 – 2009 – dziennik „Polska Times” / /tygodnik „Nasze Miasto Siedlce”
2006 – 2014 – TV Siedlce – redaktor naczelny telewizyjnych „Wiadomości Siedleckich”
od 2015 własna Agencja Dziennikarsko-Wydawnicza „Opinie” (m.in. strona internetowa opiniesiedlce.pl i wydawanie książek).
od 2015 – współpraca tygodnik „Życie Siedleckie”

## Autor książek
– Kindziuk Sławomir, Nie tylko piłkarze. 60 lat MKS Pogoń Siedlce, Siedlce 2004
– Kindziuk Sławomir, Nie tylko sztangiści. 30 lat WLKS Siedlce, Siedlce 2006
– Kindziuk Sławomir, 90 lat futbolu w Siedlcach. Sezon po sezonie, Siedlce 2011
– Kindziuk Sławomir, Kultura fizyczna w Siedlcach, Siedlce 2014
– Kindziuk Sławomir, Nike z Węgrowa, Węgrów 2015
– Kindziuk Sławomir, 40 lat WLKS Siedlce, Siedlce 2016
– Kindziuk Sławomir, MKS Czarni. Z dziejów węgrowskiego sportu, Węgrów 2016
– Kindziuk Sławomir, 50 lat łukowskich zapasów, Łuków 2018
– Kindziuk Sławomir, 45 lat WLKS Nowe Iganie. Wszyscy nasi medaliści, Siedlce 2021

## Rozdziały książek, artykuły naukowe, broszury[3]
– Kindziuk Sławomir, Ogólnopolskie Spartakiady Szkół Budowlanych 1963-1988, ZG ZSTiR „Budowlani” Warszawa 1988
– Kindziuk Sławomir, Budowlane Kluby Sportowe, ZG ZSTiR „Budowlani” Warszawa 1989
– Kindziuk Sławomir, Lekkoatletyczne rekordy Ziemi Siedleckiej, SOZLA Siedlce 2002
– Kindziuk Sławomir, Rekordy lekkoatletyczne Ziemi Siedleckiej, SOZLA Siedlce 2004
– Kindziuk Sławomir, Od Strzelca do Pogoni. Z kart historii wiodącej sekcji piłki nożnej w Siedlcach, [w:] Nauka młodych – nowe spojrzenie, pod red. R. Droby, AP Siedlce 2009
– Kindziuk Sławomir, The Early days of football in Siedlce (Początki futbolu w Siedlcach), „Westnik Smoleńskiej Akademii Medycznej”, T. 2, Smoleńsk 2009
– Kindziuk Sławomir, Z kart historii siedleckiego sportu. Dzieje stadionów i innych obiektów sportowych,, [w:] „Prace Archiwalno-Konserwatorskie”, zeszyt 17, Siedlce 2010
– Kindziuk Sławomir, Sportowa gmina, [w:] Gmina Siedlce – gmina na medal, pod red. E. Talachy, Siedlce 2010
– Kindziuk Sławomir, Sport, [w:] Ludzie gminy na medal, pod red. E. Talachy, Siedlce 2012
– Kindziuk Sławomir, Nie tylko WLKS – wychowanie fizyczne, sport, turystyka w Iganiach, [w:] Iganie wczoraj i dziś, pod red. R. Dmowskiego, Iganie 2014

## Autorskie wystawy fotografii historycznej[3]
- 90 lat futbolu w Siedlcach. Dekada po dekadzie – Galeria MOK Siedlce 2011
- Wojskowa 5. Tam był stadion – Galeria MOK Siedlce 2014
– Latająca wystawa: Siedleccy Sportowcy Siedlec 1918-2018 – Park Wodny Siedlce 2018

## Odznaki i wyróżnienia[3]
2024 – Złota Odznaka Mazowieckiego Związku Piłki Nożnej (nadana pośmiertnie)
2012 – Mistrz Ortografii / II Siedleckie Dyktando 2012 w kategorii open
2018 – Nagroda „Złotego Jacka” Siedleckiego Towarzystwa Naukowego w dziedzinie popularyzacji nauki
1999 – Srebrna Odznaka Honorowa Polskiego Związku Lekkiej Atletyki
2008 – Złota Odznaka Honorowa Polskiego Związku Lekkiej Atletyki
(1999 – 2008 członek i sekretarz zarządu Siedleckiego Okręgowego Związku Lekkiej Atletyki)
1974 – Srebrna Odznaka Honorowa Zrzeszenia LZS
(1972 – 1976 – przewodniczący zarządu szkolnego klubu sportowego LZS TMR „Mechanizator” Sejny)
2009 – Srebrna Odznaka Polskiego Związku Rugby
2000 – Srebrna Odznaka Honorowa „Zasłużony Popularyzator Wiedzy” Towarzystwa Wiedzy Powszechnej
2001 – Medal im. Henryka Sucharskiego Towarzystwa Wiedzy Powszechnej
2008 – Brązowy Medal za Zasługi dla Pożarnictwa
2007 – Srebrna Odznaka Mazowieckiego Związku Piłki Nożnej